# قشيبة (تعز)
قشيبه هي إحدى قرى الجمهورية اليمنية. تتبع جغرافيا لمحافظة تعز وإداريًا لمديرية جبل حبشي. يبلغ تعداد سكانها 1683 نسمة حسب الإحصاء الذي أجري عام 2004.